# Transport w Afganistanie

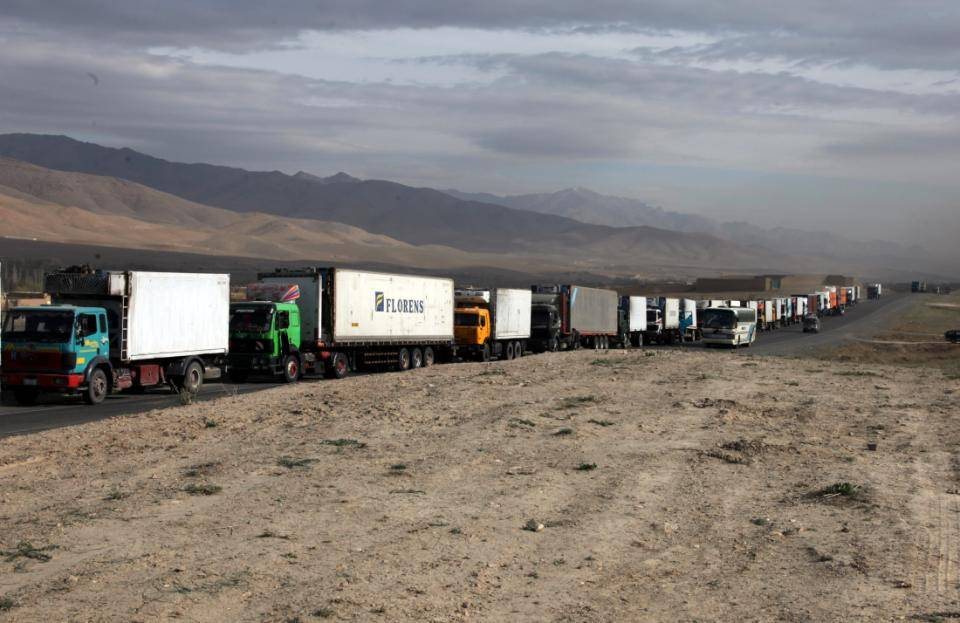
Konwój ciężarówek na autostradzie Kabul-Kandahar w 2010 roku

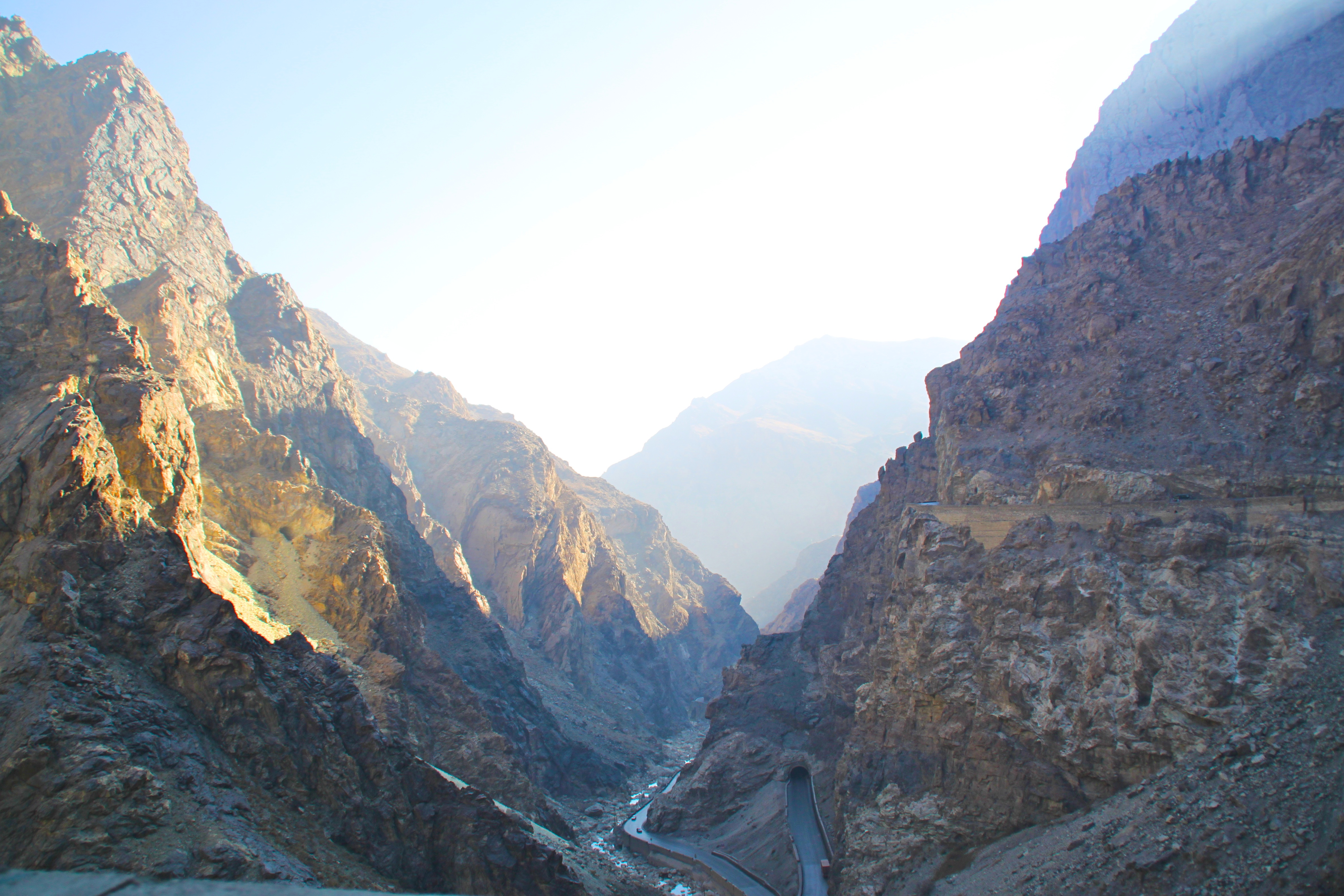
Widok na autostradę z Kabulu i Dżalalabadu. Jest to ważny regionalny szlak handlowy łączący Azję Południową z Azją Środkową i nie tylko

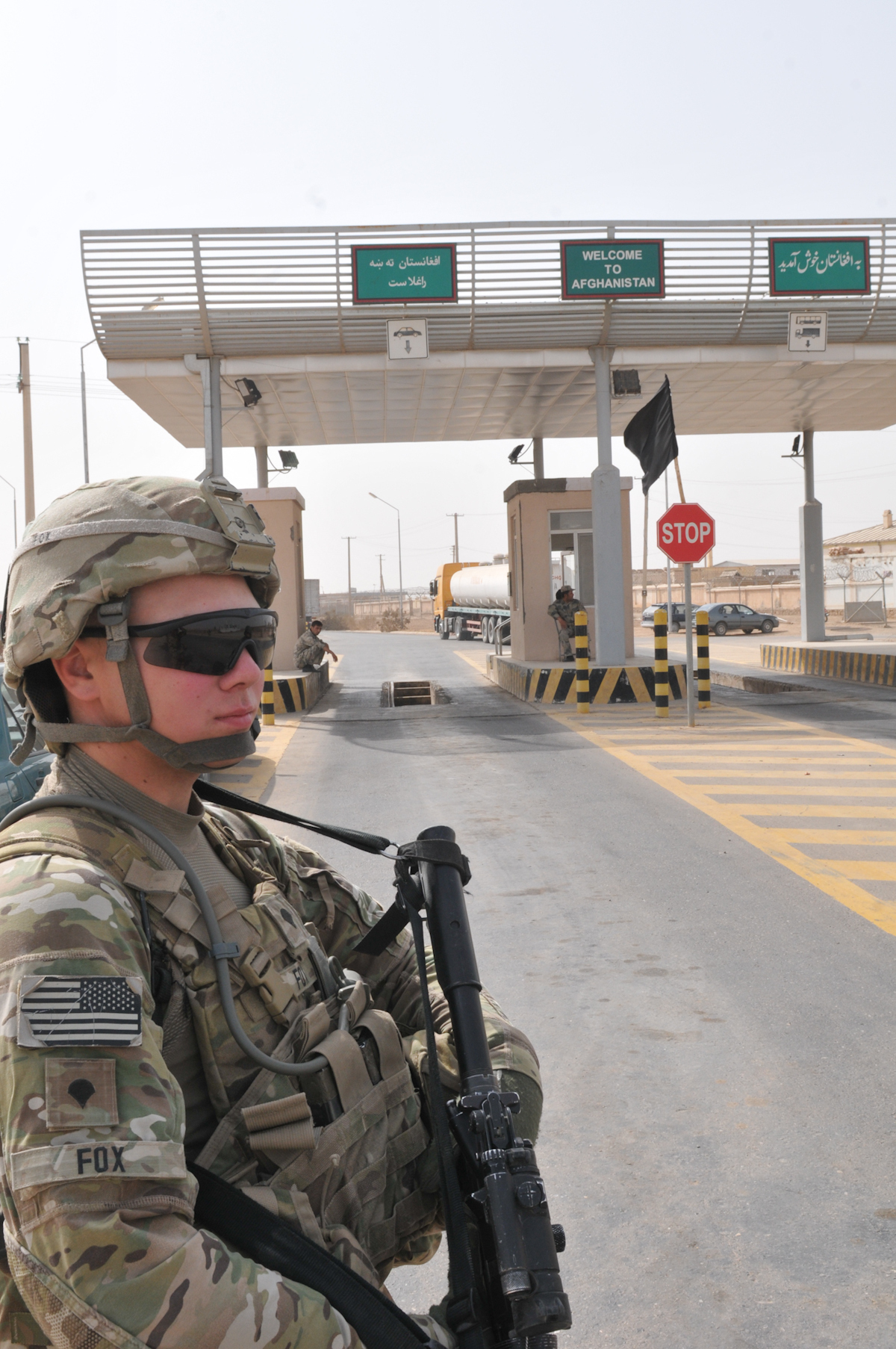
Port wejścia w Sher Khan Bandar w prowincji Kunduz w Afganistanie, w pobliżu granicy z Tadżykistanem.

Transport w Afganistanie jest ograniczony i znajduje się w fazie rozwoju. Znaczna część krajowej sieci drogowej została zbudowana w latach sześćdziesiątych, ale popadła w ruinę w latach osiemdziesiątych i dziewięćdziesiątych XX wieku. W ostatnim dziesięcioleciu zbudowano nowe autostrady, drogi i mosty, aby zwiększyć liczbę podróży i handlu z sąsiednimi krajami. W 2008 roku na terenie kraju zarejestrowano około 731 607 pojazdów.
Afganistan bez dostępu do morza nie ma portów morskich, ale rzeka Amu-daria, która stanowi część granicy z Turkmenistanem, Uzbekistanem i Tadżykistanem, ma pokaźny ruch. Przebudowa lotnisk, dróg i usług kolejowych doprowadziła w ostatnich latach do szybkiego wzrostu gospodarczego. Kraj ma około 43 lotniska i znacznie mniejszą liczbę heliportów.

## Sieć drogowa Afganistanu
Większość głównych dróg zbudowano w latach sześćdziesiątych XX wieku przy wsparciu Stanów Zjednoczonych i Związku Radzieckiego. Sowieci zbudowali drogę i tunel przez przełęcz Salang w 1964 roku, łącząc północny i wschodni Afganistan. Autostrada łączy główne miasta Herat, Kandahar, Ghazni i Kabul i łączy się z autostradami w sąsiednim Pakistanie stanowi główny system drogowy.

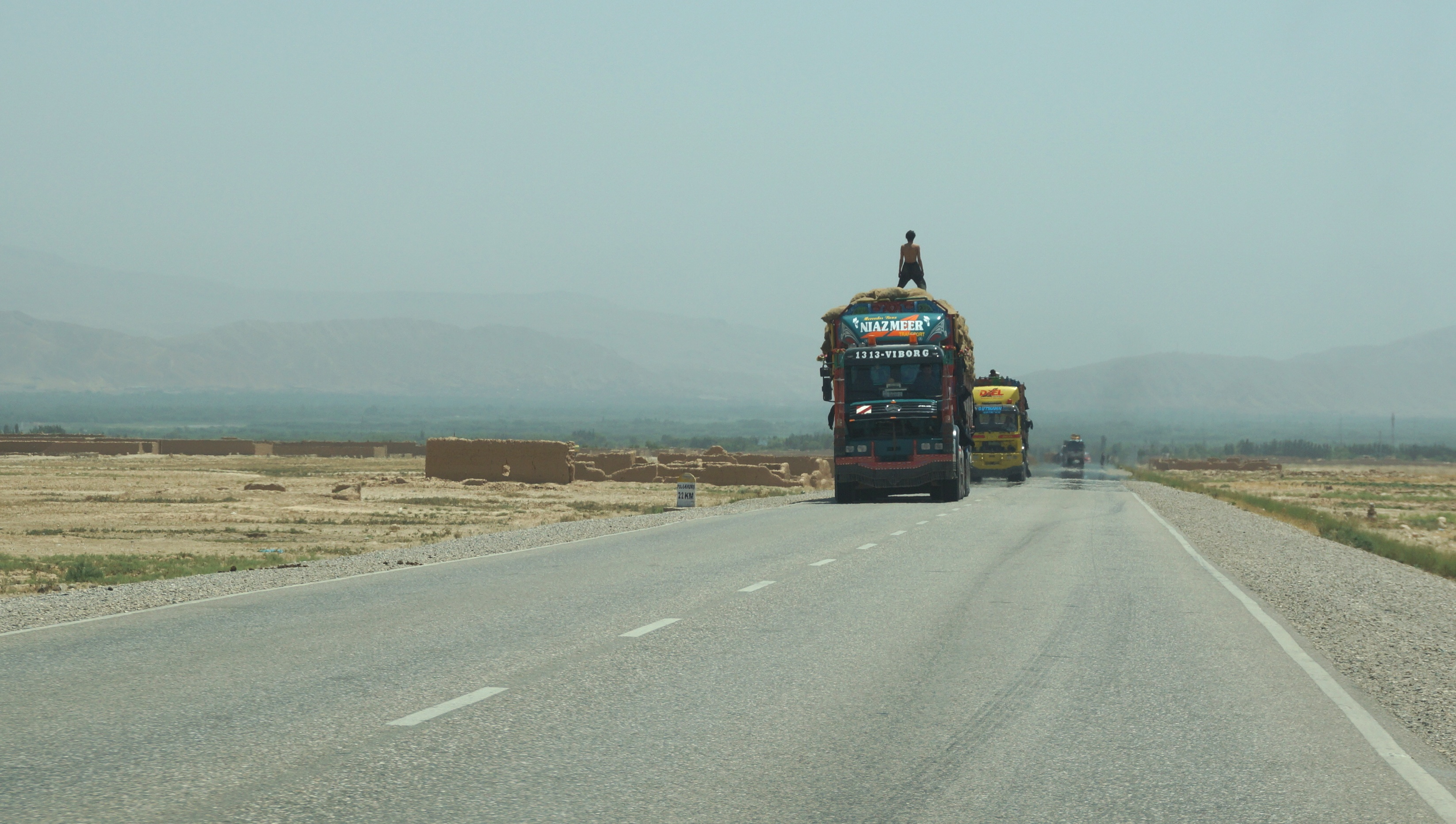
Ciężarówki na autostradzie w północnym Afganistanie

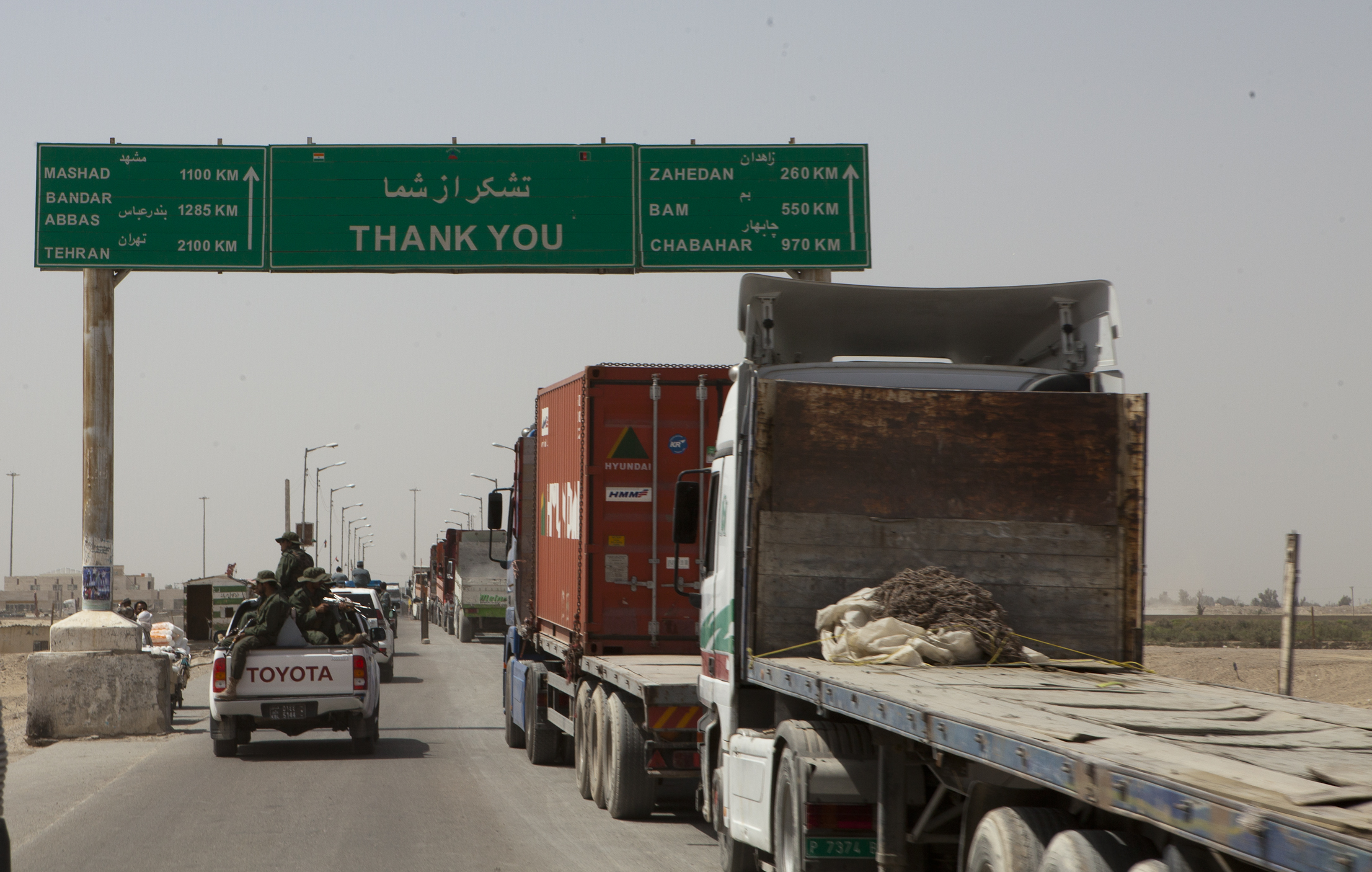
Autostrada Delaram-Zaranj w Zarandż, prowincja Nimruz, port wjazdu do Iranu

Sieć obejmuje 12 350 kilometrów dróg utwardzonych i 29 800 kilometrów nieutwardzonych, co daje przybliżony całkowity system drogowy 42 150 kilometrów w 2006 roku. Ruch w Afganistanie jest prawostronny. Rząd afgański przyjął ustawę zakazującą importu samochodów starszych niż 10 lat.
Długie i odległe przejazdy drogowe są dokonywane przez spółki należące do Mercedes-Benz lub innych samochodów dostawczych, ciężarowych i prywatnych. Chociaż między dużymi miastami dostępne są ogólnokrajowe autobusy, latanie jest bezpieczniejsze, zwłaszcza dla obcokrajowców. Zdarzają się sporadyczne napady na autostradę dokonywane przez bandytów lub grupy bojowników. Drogi są również niebezpieczne ze względu na wypadki i brak sił bezpieczeństwa.
System autostrad przechodzi obecnie fazę przebudowy. Większość dróg regionalnych jest również naprawiana lub ulepszana. Przez ostatnie 30 lat zły stan afgańskich sieci transportowych i komunikacyjnych jeszcze bardziej podzielił i utrudnił stan walczącej gospodarkę.
Poniżej znajduje się częściowa lista dróg krajowych:
- Autostrada Kabul-Kandahar (A-1)
- Kabul-Dżalalabad Road (A-1), która łączy stolicę kraju ze wschodnim miastem Dżalalabad i granicą pakistańską  w Torkham
- Autostrada Kabul-Gardez
- Autostrada Kabul-Herat (A-77)
- Autostrada Kabul-Mazar (A-76)
- Autostrada Kabul-Fajzabad
- Autostrada Kandahar-Bamian
- Autostrada Kandahar-Boldak[3]
- Autostrada Kandahar-Herat
- Autostrada Kandahar-Tirin Kot
- Autostrada Kunduz-Pol-e Chomri
- Autostrada Herat-Islam Qala
- Autostrada Herat-Mazar
- Trasa Trident (Laszkargah do Gereszk)
- Autostrada Delaram-Zaranj
- Gardez – Pathan autostrada w prowincji Paktija (nadal w budowie od lutego 2015)

Most drogowy łączący Tadżykistan i Afganistan, który kosztował 37 milionów dolarów, został otwarty w 2007 roku. Most o długości prawie 700 metrów i szerokości 11 metrów leży nad rzeką Pandż, która stanowi naturalną granicę między obydwoma krajami, między portami Niżny Panj po stronie tadżyckiej i Sher Khan Bandar w Afganistanie. Autostrada Delaram-Zarandż została zbudowana z pomocą Indii i została przeznaczona do użytku w 2009 roku.

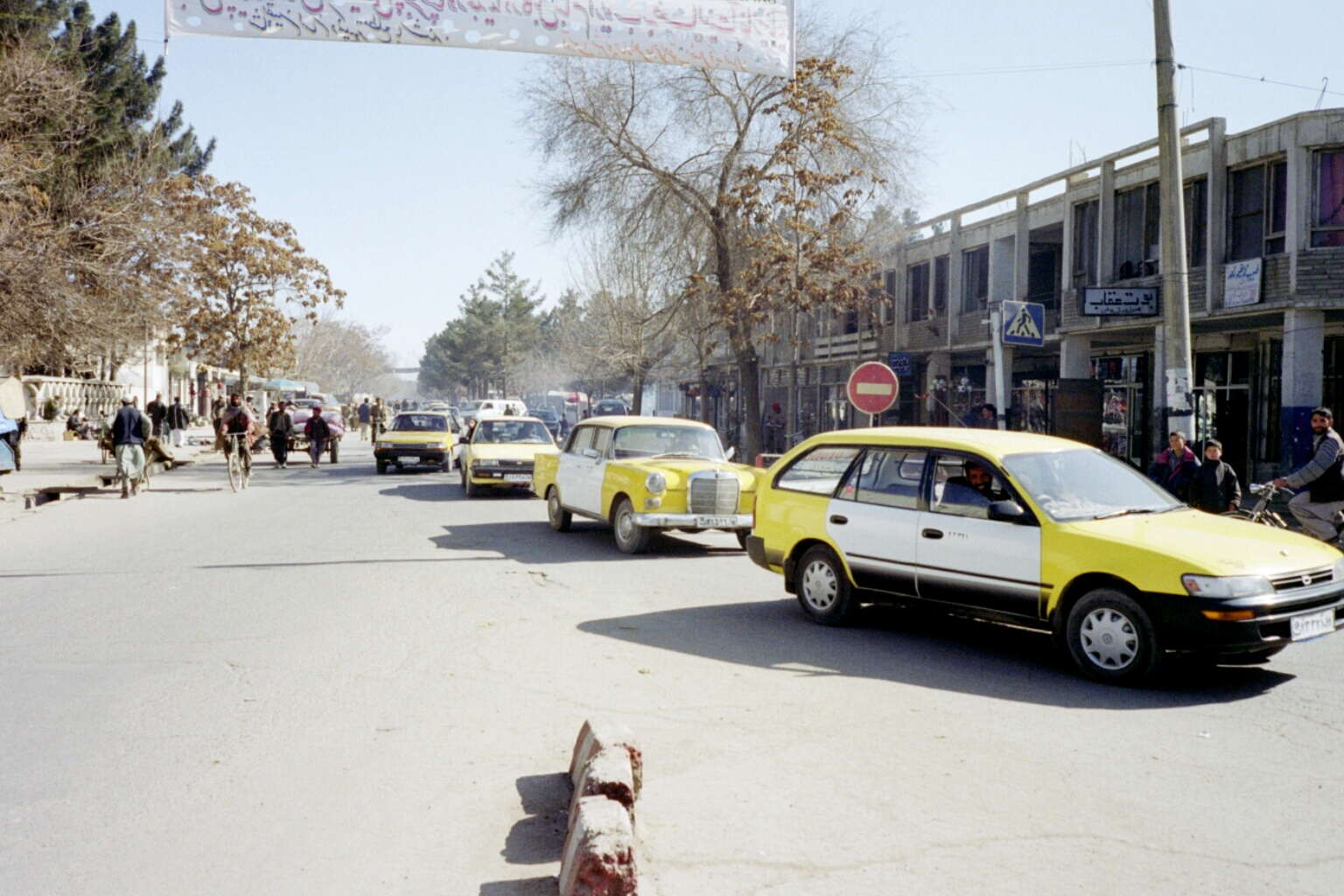
Grupa taksówek w Kabulu, 2002

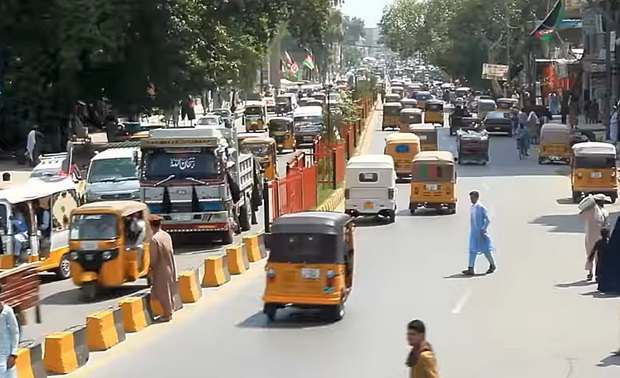
Ulica w Dżalalabadzie z kilkoma rikszami, 2019

Ze względu na brak publicznych systemów transportu miejskiego taksówki są bardzo popularne w miastach takich jak Kabul.

## Transport kolejowy

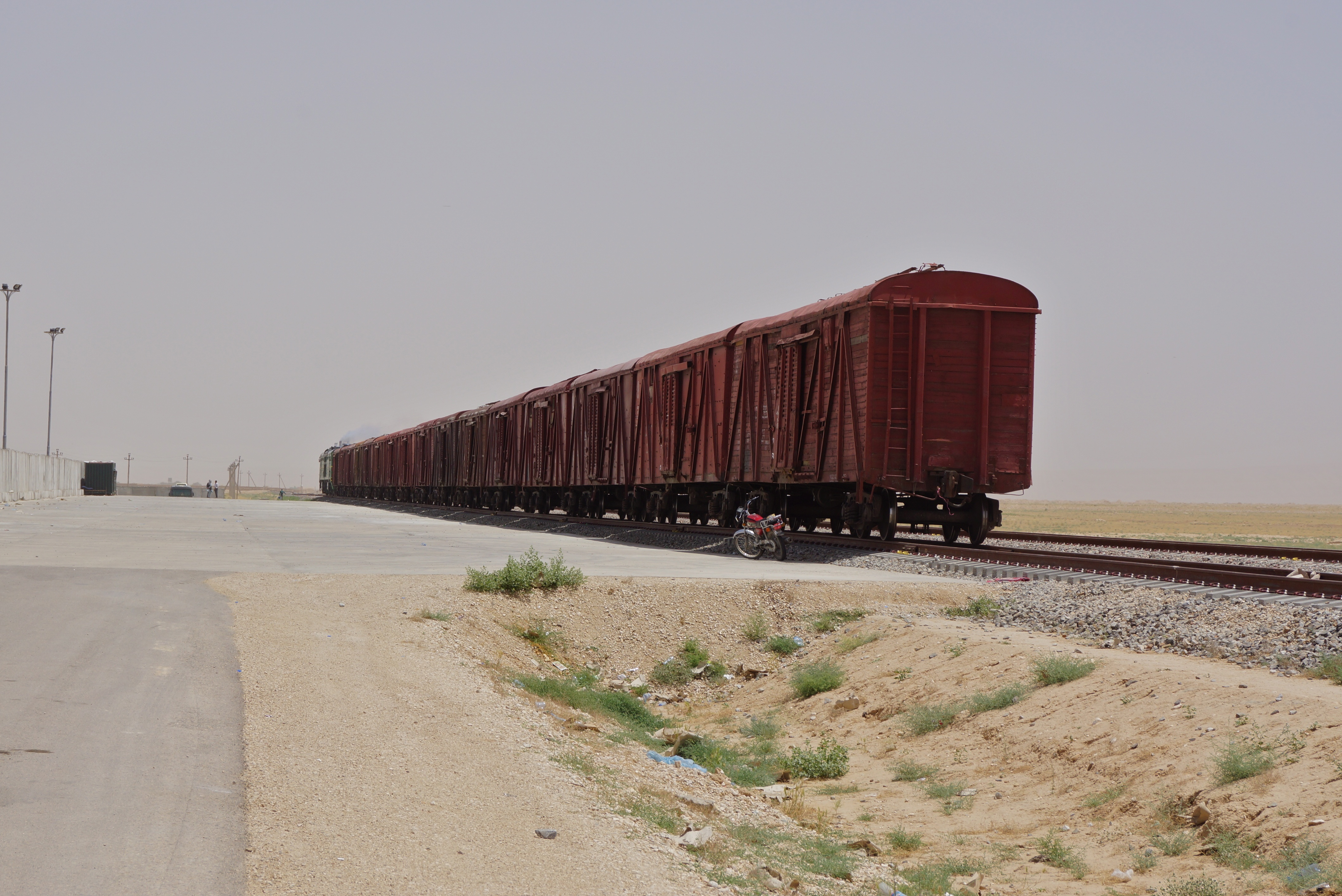
Pociąg towarowy w prowincji Balch

### Połączenie kolejowe Afganistan – Uzbekistan
Istnieje 75-kilometrowa linia kolejowa między Uzbekistanem a miastem Mazar-i-Sharif w północnej części Afganistanu. Linia zaczyna się w Termez i przecina rzekę Amu-Daria na zbudowanym przez Związek Radziecki moście Przyjaźni, docierając ostatecznie do miejsca w pobliżu lotniska Mazar-i-Sharif. Rząd afgański spodziewa się przedłużenia linii kolejowej do Kabulu, a następnie do wschodniego granicznego miasta Torkham, łączącego się z liniami pakistańskimi. Prace są wykonywane przez China Metallurgical Group Corporation. Ze względów strategicznych poprzednie rządy Afganistanu wolały odwieść od budowy kolei, co mogłoby pomóc w zagranicznej ingerencji Wielkiej Brytanii lub Rosji w Afganistanie. Rzeka jest granicą między dwoma krajami, a odcinek kolejowy leżący w Afganistanie (od Mostu Pokoju do miejsca w okolicach lotniska Herat ma 75 km długości).

### Połączenia kolejowe Turkmenistan – Afganistan
10-kilometrowa linia szerokotorowa rozciąga się od Serhetabatu w Turkmenistanie do miasta Torghundi w Afganistanie, które znajduje się około 115 km na północ od Heratu. Modernizacja tej zbudowanej przez ZSRR linii, w celu odnowienia i połączenia jej z koleją bięgnącą od Torghundi do Heratu. Budowa tej inwestycji rozpoczęła się w 2017 r.
Drugie połączenie kolejowe między tymi państwami to linia rozciągająca się od suchego portu Aqina w prowincji Farjab w Afganistanie, przez Imamnazar (lub Ymamnazar) do Kerki, gdzie łączy się z turkmeńską siecią kolejową. Obecnie w Afganistanie (od Aqiny do granicy z Imamnazar) istnieje nie więcej niż 13,5 km torów, reszta pozostaje bez połączenia Turkmenistanie, ale rozbudowa kolei w Afganistanie jest w przygotowaniu. Początkowe przedłużenie o 58 km do Andchoj jest w budowie. Drogi kolejowe mają zostać przedłużone o kolejne 300 kilometrów do innych północnych prowincji Afganistanu.

### Granica irańska
Najbliższa linia kolejowa w Iranie w kierunku Afganistanu to linia o standardowym rozstawie, kończąca się w Meszhadzie. Najlepszy punkt do połączenia tej linii z Afganistanem znajduje się w pobliżu miasta Khaf, niedaleko Meszhedu. Linia z tego miejsca jest przedłużana 191 kilometrów na wschód do Heratu, z czego 77 km na terenach Iranu, a pozostałe 114 km na ziemiach w Afganistanie.

### Granica z Pakistanem
Dwie szerokie linie kolei pakistańskich kończą się w pobliżu granicy w Ćaman w Beludżystanie w pobliżu przełęczy Khojak; oraz w Torkham, przygranicznym mieście w pobliżu przełęczy Chajber. Istnieją różne propozycje rozszerzenia tych linii odpowiednio do Kandaharu i Kabulu. W 2010 roku Pakistan i Afganistan podpisały protokół ustaleń dotyczący kontynuacji układania torów kolejowych między tymi dwoma krajami. Prace nad proponowanym projektem miały się rozpocząć pod koniec 2010 r.

### Inne granice
Nie ma połączeń kolejowych z Chinami i Tadżykistanem, chociaż zaproponowano budowę połączenia z tym ostatnim w 2008 r.

## Transport lotniczy

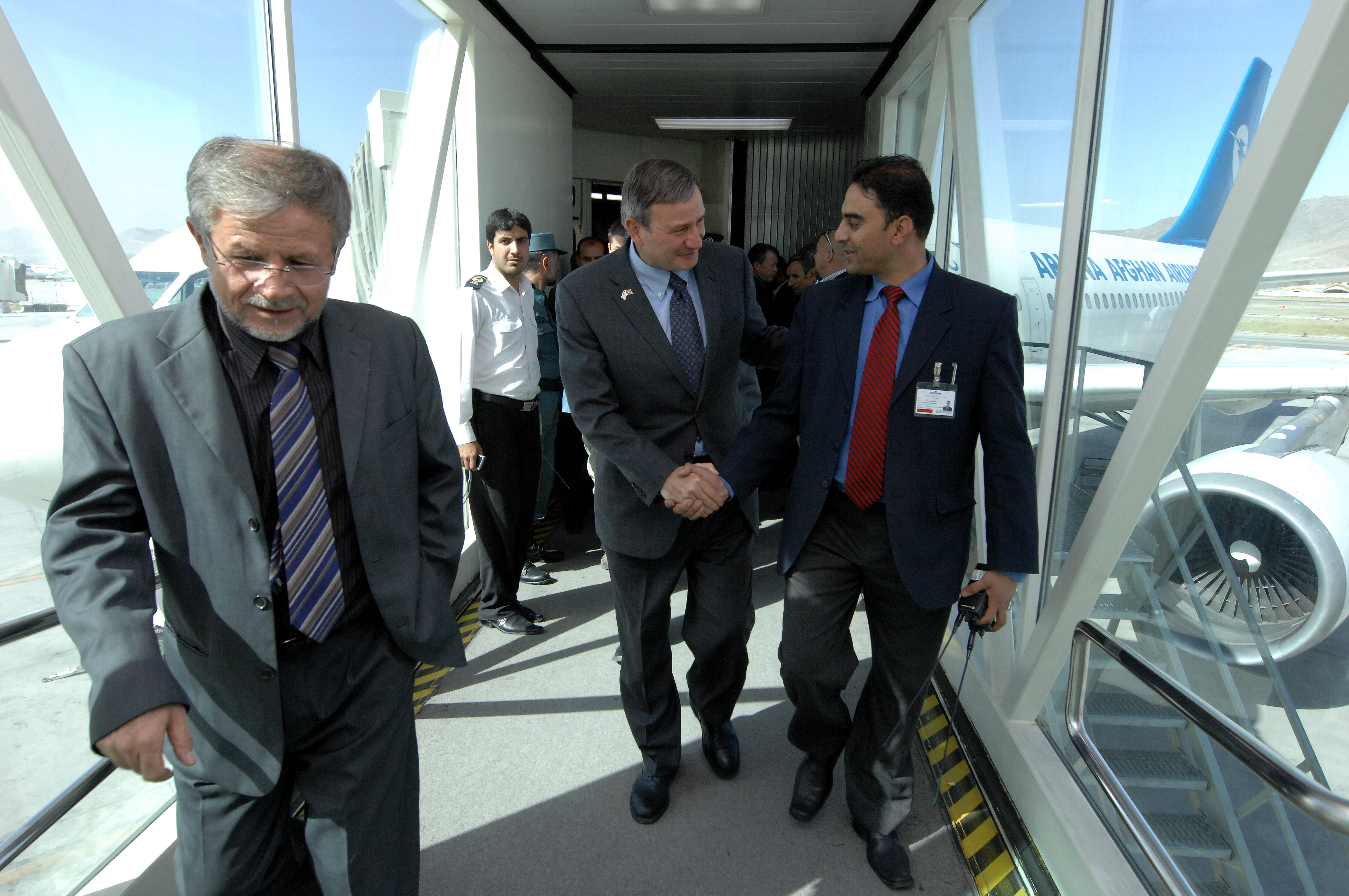
Międzynarodowy port lotniczy Hamid Karzai (Międzynarodowy port lotniczy Kabul

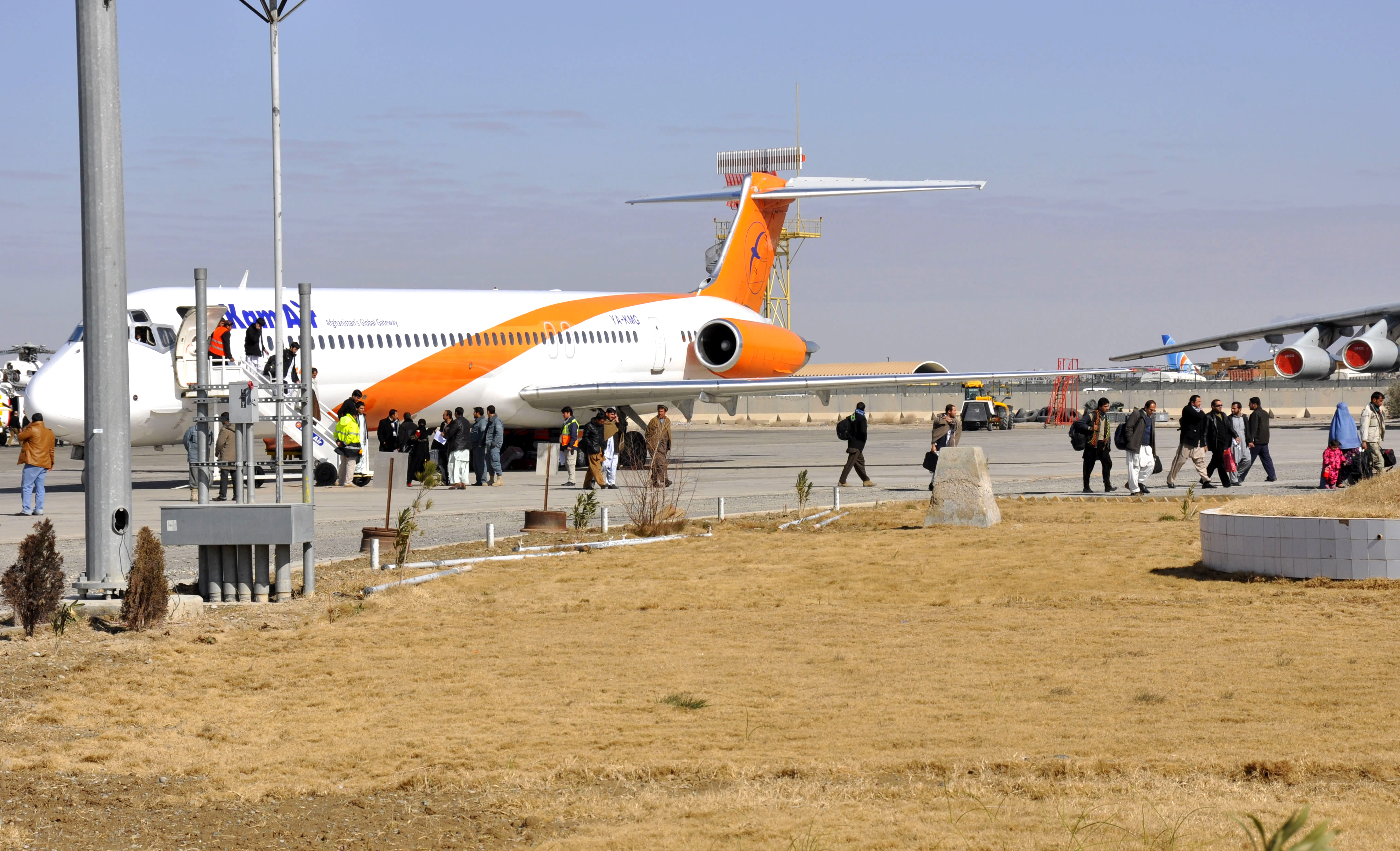
Międzynarodowy port lotniczy Kandahar

Transport lotniczy w Afganistanie zapewniają Ariana Afghan Airlines, Afghan Jet International, East Horizon Airlines, Kam Air, Pamir Airways i Safi Airways. Linie lotnicze z wielu krajów również zapewniają usługi lotnicze przylatujące do kraju i wylatujące z niego. Należą do nich Air India, Emirates, Gulf Air, Iran Aseman Airlines, Pakistan International Airlines, Turkish Airlines i inne.
Kraj ma co najmniej cztery międzynarodowe lotniska, w tym Port Lotniczy (Kabul), a następnie Port lotniczy Herāt, Port lotniczy Kandahar oraz port lotniczy Mazar-e Sharif. W sumie jest około 43 lotnisk. Dwadzieścia pięć z nich ma utwardzone pasy startowe; cztery z nich mają pasy startowe o długości ponad 3000 metrów; trzy między około 2500 a 3000 metrów; osiem od 1500 do 2500 metrów; a dwa poniżej 1000 metrów.
- - Port lotniczy Kabul (pas startowy o długości 3500 m) jest największym lotniskiem w kraju i głównym węzłem komunikacyjnym dla międzynarodowych lotów cywilnych.
  - Port lotniczy Kandahar (pas startowy o długości 3200 m) jest lotniskiem podwójnego zastosowania obsługujące południowy Afganistan.
  - Port lotniczy Mazar-e Sharif (pas startowy o długości 3100 m) to lotnisko podwójnego zastosowania obsługujące północną i środkową część kraju.
  - Port lotniczy Herāt (pas startowy o długości 2600 m) jest głównym lotniskiem cywilnym zachodniej części kraju.
  - Lotnisko Dżalalabad (pas startowy o długości 1800 m).

Baza lotnicza Bagram jest używana przez siły NATO. Jest często używane przez maszyny wojskowe, zwłaszcza helikoptery. Może również obsługiwać większe samoloty, takie jak Boeing 747, C-5 Galaxy i C-17 Globemaster III wojskowe samoloty transportowe KBR i kilka innych, które regularnie przylatują i wylatują z Bagram.

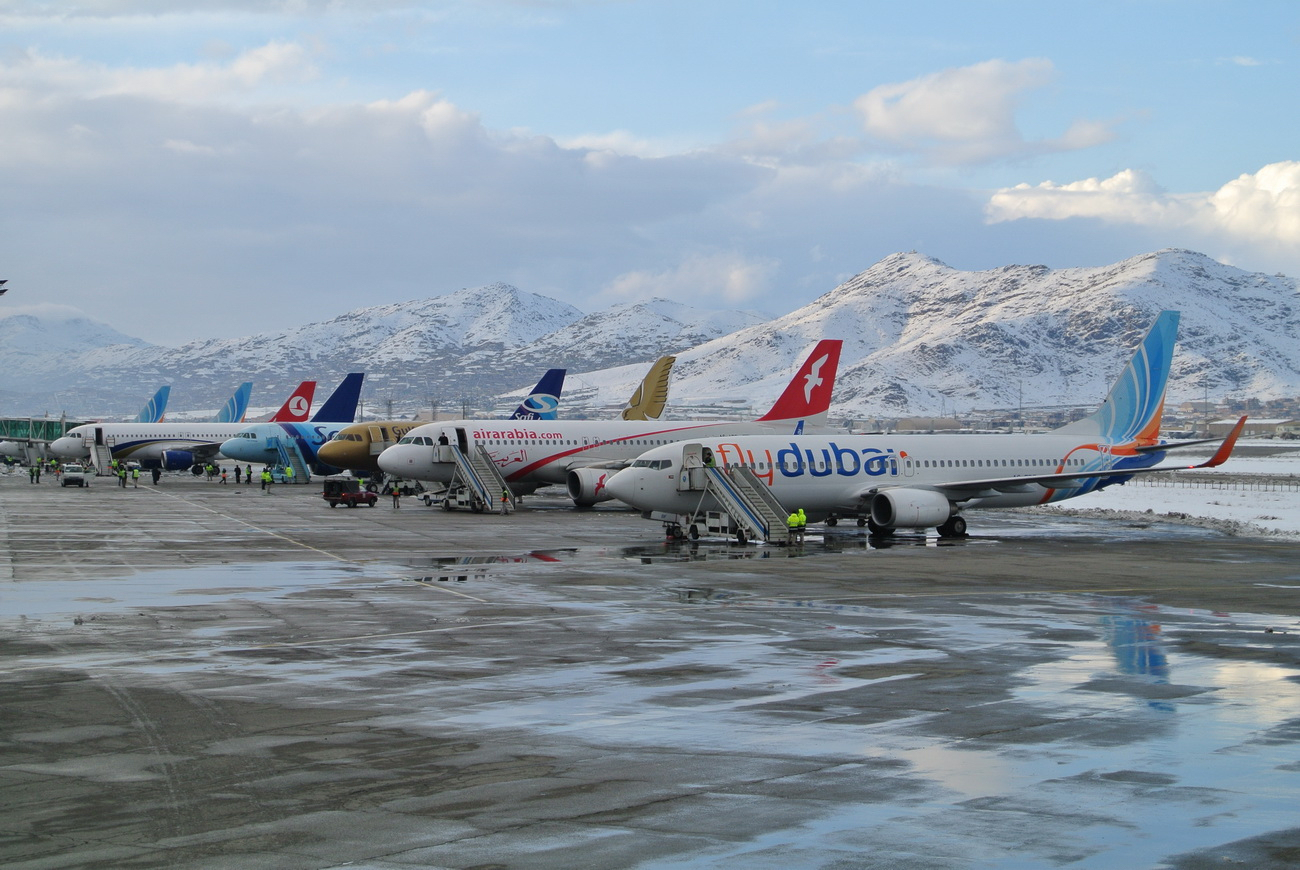
Samoloty stojące na jednym z lotnisk w Afganistanie

Oprócz lotnisk, w Afganistanie jest co najmniej dziewięć heliportów.

## Transport wodny

Mapa korytarza transportowego Indie-Iran-Afganistan z dostępem do portu Chabahar.

Główną śródlądową drogą wodną śródlądowego Afganistanu jest rzeka Amu-daria, która stanowi część północnej granicy Afganistanu. Rzeka obsługuje ruch barek o masie do około 500 ton. Główne porty rzeczne znajdują się w Kheyrabad i Shir Khan Bandar.

## Rurociągi
Istnieją rurociągi naftowe z Bagram do Uzbekistanu i z Shindand do Turkmenistanu. Rurociągi te były w złym stanie i nieużywane od lat. W Afganistanie istnieje 180 kilometrów gazociągów. Prace nad Rurociągiem Trans-Afganistan o wartości 10 miliardów dolarów, mający służyć do dostarczania gazu ziemnego do Pakistanu trwają.